# Đội tuyển bóng đá bãi biển quốc gia Tahiti
Đội tuyển bóng đá bãi biển quốc gia Tahiti đại diện Tahiti hay Polynésie thuộc Pháp ở các giải thi đấu bóng đá bãi biển quốc tế và được điều hành bởi FTF và FFF, cơ quan quản lý bóng đá ở Tahiti. Trái ngược với đội tuyển bóng đá quốc gia, bóng đá bãi biển Tahiti từ năm 2011, là một trong những đội bóng mạnh nhất trong bóng đá bãi biển. Đội bóng đã làm nên lịch sử tại Giải vô địch bóng đá bãi biển thế giới 2013 khi trở thành quốc gia Thái Bình Dương đầu tiên vào đến vòng đấu loại trực tiếp của một giải đấu FIFA quốc tế. 
Tại Giải vô địch bóng đá bãi biển thế giới 2015  Tahiti đánh bại Ý trong loạt sút luân lưu để trở thành đội bóng Thái Bình Dương đầu tiên có mặt trong trận chung kết của một giải đấu FIFA. Đội bóng cũng góp mặt trong chung kết năm 2017.

## Đội hình hiện tại
Chính xác tính đến tháng 5 năm 2017
Ghi chú: Quốc kỳ chỉ đội tuyển quốc gia được xác định rõ trong điều lệ tư cách FIFA. Các cầu thủ có thể giữ hơn một quốc tịch ngoài FIFA.
| Số | VT | Quốc gia             | Cầu thủ                  |
| -- | -- | -------------------- | ------------------------ |
| 1  | TM | Polynésie thuộc Pháp | Jonathan Rotui Torohia   |
| 2  | HV | Polynésie thuộc Pháp | Angelo Tchen             |
| 3  | HV | Polynésie thuộc Pháp | Ariihau Teriitau         |
| 4  | HV | Polynésie thuộc Pháp | Heimanu Philippe Taiarui |
| 5  | TV | Polynésie thuộc Pháp | Raimoana Bennett         |
| 6  | TV | Polynésie thuộc Pháp | Patrick Tepa             |

| Số | VT | Quốc gia             | Cầu thủ              |
| -- | -- | -------------------- | -------------------- |
| 7  | TV | Polynésie thuộc Pháp | Raimana Li Fung Kuee |
| 8  | TĐ | Polynésie thuộc Pháp | Heiarii Tavanae      |
| 9  | TĐ | Polynésie thuộc Pháp | Naea Bennett         |
| 10 | TĐ | Polynésie thuộc Pháp | Tearii Labaste       |
| 11 | TV | Polynésie thuộc Pháp | Teva Zaveroni        |
| 12 | TM | Polynésie thuộc Pháp | Franck Revel         |

Huấn luyện viên: Teiva Izal

## Thành tích thi đấu
| Năm                                    | Vòng                     | Vt                       | St                       | T                        | T+                       | B                        | BT                       | BB                       | HS                       |               |
| -------------------------------------- | ------------------------ | ------------------------ | ------------------------ | ------------------------ | ------------------------ | ------------------------ | ------------------------ | ------------------------ | ------------------------ | ------------- |
| Giải vô địch bóng đá bãi biển thế giới |                          |                          |                          |                          |                          |                          |                          |                          |                          |               |
| 1995 – 2004                            | Không tham dự            | Không tham dự            | Không tham dự            | Không tham dự            | Không tham dự            | Không tham dự            | Không tham dự            | Không tham dự            | Không tham dự            | Không tham dự |
| Giải vô địch bóng đá bãi biển thế giới |                          |                          |                          |                          |                          |                          |                          |                          |                          |               |
| 2005                                   | Không tham dự            | Không tham dự            | Không tham dự            | Không tham dự            | Không tham dự            | Không tham dự            | Không tham dự            | Không tham dự            | Không tham dự            |               |
| 2006                                   | Không vượt qua vòng loại | Không vượt qua vòng loại | Không vượt qua vòng loại | Không vượt qua vòng loại | Không vượt qua vòng loại | Không vượt qua vòng loại | Không vượt qua vòng loại | Không vượt qua vòng loại | Không vượt qua vòng loại |               |
| 2007                                   | Không vượt qua vòng loại | Không vượt qua vòng loại | Không vượt qua vòng loại | Không vượt qua vòng loại | Không vượt qua vòng loại | Không vượt qua vòng loại | Không vượt qua vòng loại | Không vượt qua vòng loại | Không vượt qua vòng loại |               |
| 2008                                   | Không tham dự            | Không tham dự            | Không tham dự            | Không tham dự            | Không tham dự            | Không tham dự            | Không tham dự            | Không tham dự            | Không tham dự            |               |
| 2009                                   | Không vượt qua vòng loại | Không vượt qua vòng loại | Không vượt qua vòng loại | Không vượt qua vòng loại | Không vượt qua vòng loại | Không vượt qua vòng loại | Không vượt qua vòng loại | Không vượt qua vòng loại | Không vượt qua vòng loại |               |
| 2011                                   | Vòng bảng                | 12th                     | 3                        | 1                        | 0                        | 2                        | 6                        | 11                       | –5                       |               |
| 2013                                   | Hạng tư                  | thứ 4                    | 6                        | 2                        | 1                        | 3                        | 26                       | 22                       | +4                       |               |
| 2015                                   | Á quân                   | thứ 2                    | 6                        | 4                        | 1                        | 1                        | 32                       | 29                       | +3                       |               |
| 2017                                   | Á quân                   | thứ 2                    | 6                        | 3                        | 1                        | 2                        | 20                       | 22                       | –2                       |               |
| Tổng cộng                              | 0 danh hiệu              | 4/19                     | 21                       | 10                       | 3                        | 8                        | 84                       | 84                       | 0                        |               |

| Thành tích Giải vô địch bóng đá bãi biển châu Đại Dương | Thành tích Giải vô địch bóng đá bãi biển châu Đại Dương | Thành tích Giải vô địch bóng đá bãi biển châu Đại Dương | Thành tích Giải vô địch bóng đá bãi biển châu Đại Dương | Thành tích Giải vô địch bóng đá bãi biển châu Đại Dương | Thành tích Giải vô địch bóng đá bãi biển châu Đại Dương | Thành tích Giải vô địch bóng đá bãi biển châu Đại Dương | Thành tích Giải vô địch bóng đá bãi biển châu Đại Dương | Thành tích Giải vô địch bóng đá bãi biển châu Đại Dương | Thành tích Giải vô địch bóng đá bãi biển châu Đại Dương |
| Năm                                                     | Vòng                                                    | Pos                                                     | St                                                      | T                                                       | W+                                                      | B                                                       | BT                                                      | BB                                                      | HS                                                      |
| ------------------------------------------------------- | ------------------------------------------------------- | ------------------------------------------------------- | ------------------------------------------------------- | ------------------------------------------------------- | ------------------------------------------------------- | ------------------------------------------------------- | ------------------------------------------------------- | ------------------------------------------------------- | ------------------------------------------------------- |
| 2006                                                    | Trận tranh hạng ba                                      | 3rd                                                     | 4                                                       | 2                                                       | 0                                                       | 2                                                       | 26                                                      | 13                                                      | +13                                                     |
| 2007                                                    | Trận tranh hạng ba                                      | thứ 4                                                   | 4                                                       | 1                                                       | 0                                                       | 3                                                       | 17                                                      | 25                                                      | –8                                                      |
| 2009                                                    | Hạng ba match                                           | 3rd                                                     | 4                                                       | 2                                                       | 0                                                       | 2                                                       | 21                                                      | 17                                                      | +4                                                      |
| 2011                                                    | Vô địch                                                 | 1st                                                     | 3                                                       | 2                                                       | 0                                                       | 1                                                       | 11                                                      | 12                                                      | –1                                                      |
| 2013                                                    | Bỏ cuộc[A]                                              | Bỏ cuộc[A]                                              | Bỏ cuộc[A]                                              | Bỏ cuộc[A]                                              | Bỏ cuộc[A]                                              | Bỏ cuộc[A]                                              | Bỏ cuộc[A]                                              | Bỏ cuộc[A]                                              | Bỏ cuộc[A]                                              |
| 2018                                                    | TBD                                                     | TBD                                                     | TBD                                                     | TBD                                                     | TBD                                                     | TBD                                                     | TBD                                                     | TBD                                                     | TBD                                                     |
| Tổng cộng                                               | 1 title                                                 | 4/5                                                     | 15                                                      | 7                                                       | 0                                                       | 8                                                       | 75                                                      | 67                                                      | +8                                                      |

### Intercontinental Cup
| Năm       | Vòng          | Vt            | St            | T             | T+            | B             | BT            | BB            | GD            |
| --------- | ------------- | ------------- | ------------- | ------------- | ------------- | ------------- | ------------- | ------------- | ------------- |
| UAE 2011  | Vòng bảng     | thứ 8         | 3             | 0             | 0             | 3             | 7             | 19            | –12           |
| UAE 2012  | Vòng bảng     | thứ 6         | 3             | 1             | 0             | 2             | 8             | 10            | –2            |
| UAE 2013  | Không tham dự | Không tham dự | Không tham dự | Không tham dự | Không tham dự | Không tham dự | Không tham dự | Không tham dự | Không tham dự |
| UAE 2014  | Không tham dự | Không tham dự | Không tham dự | Không tham dự | Không tham dự | Không tham dự | Không tham dự | Không tham dự | Không tham dự |
| UAE 2015  | Á quân        | thứ 2         | 5             | 4             | 0             | 1             | 23            | 17            | +6            |
| UAE 2016  | Semi finals   | thứ 4         | 5             | 2             | 0             | 3             | 25            | 29            | –4            |
| UAE 2017  | Không tham dự | Không tham dự | Không tham dự | Không tham dự | Không tham dự | Không tham dự | Không tham dự | Không tham dự | Không tham dự |
| Tổng cộng | 0 danh hiệu   | 4/6           | 16            | 7             | 0             | 9             | 63            | 75            | –12           |

## Thành tích
- Vòng loại giải vô địch bóng đá bãi biển thế giới khu vực châu Đại Dương

Vô địch: 2011
- Giải vô địch bóng đá bãi biển thế giới

Á quân: 2015
Hạng tư: 2013

## Head to head record
Chính xác tính đến 9 tháng 3 năm 2018
| Đội tuyển                            | Lần đầu | Lần cuối | Thành tích | % Thắng |
| ------------------------------------ | ------- | -------- | ---------- | ------- |
| Quần đảo Cook                        | 2006    | 2006     | 2–0        | 100%    |
| Quần đảo Solomon                     | 2006    | 2011     | 1–4        | 20%     |
| Vanuatu                              | 2006    | 2009     | 0–3        | 0%      |
| New Zealand                          | 2007    | 2007     | 1–1        | 50%     |
| Fiji                                 | 2009    | 2011     | 3–0        | 100%    |
| México                               | 2011    | 2015     | 2–1        | 67%     |
| Venezuela                            | 2011    | 2011     | 1–0        | 100%    |
| Nga                                  | 2011    | 2016     | 1–6        | 14%     |
| Bản mẫu:Country data NBB             | 2011    | 2011     | 0–2        | 0%      |
| Các Tiểu vương quốc Ả Rập Thống nhất | 2011    | 2016     | 3–2        | 60%     |
| Thụy Sĩ                              | 2012    | 2015     | 2–5        | 29%     |
| Hoa Kỳ                               | 2012    | 2013     | 2–0        | 100%    |
| Pháp                                 | 2013    | 2013     | 3–0        | 100%    |
| Hà Lan                               | 2013    | 2013     | 3–0        | 100%    |
| Bulgaria                             | 2013    | 2013     | 0–1        | 0%      |
| Hungary                              | 2013    | 2013     | 1–0        | 100%    |
| Estonia                              | 2013    | 2013     | 1–0        | 100%    |
| Áo                                   | 2013    | 2013     | 1–0        | 100%    |
| Argentina                            | 2013    | 2013     | 2–0        | 100%    |
| Úc                                   | 2013    | 2013     | 1–0        | 100%    |
| Tây Ban Nha                          | 2013    | 2013     | 0–1        | 0%      |
| Brasil                               | 2013    | 2017     | 0–4        | 0%      |
| Anh                                  | 2014    | 2014     | 2–0        | 100%    |
| Madagascar                           | 2015    | 2015     | 1–0        | 100%    |
| Paraguay                             | 2015    | 2017     | 2–0        | 100%    |
| Iran                                 | 2015    | 2017     | 2–3        | 40%     |
| Ý                                    | 2015    | 2015     | 1–0        | 100%    |
| Bồ Đào Nha                           | 2015    | 2015     | 1–1        | 50%     |
| Ai Cập                               | 2015    | 2015     | 1–0        | 100%    |
| Bahamas                              | 2016    | 2016     | 1–1        | 50%     |
| Nhật Bản                             | 2016    | 2017     | 1–2        | 33%     |
| Ba Lan                               | 2016    | 2017     | 2–0        | 100%    |
| Ecuador                              | 2017    | 2017     | 1–0        | 100%    |
| Panama                               | 2017    | 2017     | 1–0        | 100%    |
| El Salvador                          | 2017    | 2017     | 1–0        | 100%    |
| Tổng cộngs                           | 2006    | 2017     | 47–37      | 56%     |